# Vitrine (chanson)
Singles de Vald
Ma meilleure amie
(2017) Si j'arrêtais
(2017)
Vitrine est un single du rappeur français Vald en collaboration avec le rappeur belge Damso. Clippé le 3 avril 2017, il est extrait de l'album Agartha. Le titre est certifié disque de platine en France.

## Vidéo clip
Réalisé par Kub & Cristo, le clip met en scène Vald et Damso rapper derrière une vitrine de maison close. Le clip fait appel aux actrices de films pornographiques Anna Polina, Cara Saint-Germain et Jessie Volt qui, devant cette vitrine, se touchent et se masturbent, les deux rappeurs voyant ainsi leurs corps objectifiés.

## Classements
| Classements (2017)                             | Meilleure position |
| ---------------------------------------------- | ------------------ |
| Belgique (Wallonie Ultratip Bubbling Under 50) | 17                 |
| France (SNEP)                                  | 71                 |

## Certification
| Pays   | Organisme | Certification | Seuil                            |
| ------ | --------- | ------------- | -------------------------------- |
| France | SNEP      | Diamant       | 50 millions d'équivalent streams |